# Desksharing
Desksharing (auch „Shared Desk“, „Flexible Desk“, „Flexdesk“, „Hot Desking“ oder „Flexible Office“ genannt; deutsch „einen Schreibtisch gemeinsam benutzen“) ist ein Scheinanglizismus für eine Arbeitsorganisation, bei der innerhalb einer Organisationseinheit (Abteilung, Stelle) weniger Arbeitsplätze als Mitarbeiter existieren. Die Mitarbeiter haben dabei keinen festgelegten Arbeitsplatz und wählen „ihren“ Platz täglich neu aus.

## Allgemeines
Desksharing ist die Mehrfachbenutzung eines Büroarbeitsplatzes durch mehrere Mitarbeiter aufgrund unterschiedlicher Anwesenheitszeiten. Auslöser für die Einführung von Desksharing ist die Beobachtung, dass die Arbeitsplätze in einem Bürogebäude nur zu einem Teil besetzt sind. Arbeitsgebiete oder Tätigkeiten wie beispielsweise Projektarbeit, Außendienst, Beratung, IT-Administration oder Training finden nicht nur am eigenen Arbeitsplatz statt, sondern auch in Besprechungsräumen, bei Kunden, in Seminarräumen oder bei Kollegen. Das Konzept beinhaltet die Platzersparnis, wodurch die Flexibilität eines Büros gefördert wird. Dadurch, dass die Mitarbeiter ihren Arbeitsplatz täglich neu wählen, werden Eintönigkeit und Gewohnheit vermieden. Die tägliche Selbstorganisation hingegen fördert Produktivität und Kreativität, sodass eine höhere Motivation am Arbeitsplatz herrscht. Durchschnittliche Anwesenheitszeiten von 70 % sind im deutschsprachigen Raum keine Seltenheit.

## Praxis
Desksharing funktioniert gut, wenn die Mitarbeiter möglichst viele verfügbare Informationen und Daten elektronisch gespeichert haben und wenn den Mitarbeitern unterschiedliche Arbeitsorte, wie beispielsweise geschlossene Einzelbüros und offene Großraumbüros, zur Verfügung stehen. In der Praxis bedeutet dies, dass bei Arbeitsbeginn der Arbeitsplatz „eingerichtet“ und bei Arbeitsende aufgeräumt wird. Dieses Prinzip wird „Clean-desk-Policy“ („aufgeräumter Arbeitsplatz“) genannt.
Ergänzend zeigt sich, dass Desksharing in der Unternehmenspraxis bereits weit verbreitet ist. Erhebungen zufolge verfügen mehr als ein Viertel der Betriebe über flexible Arbeitsplatzkonzepte, während ein erheblicher Anteil weiterer Unternehmen deren Einführung plant. In der Regel werden dabei weniger Arbeitsplätze bereitgestellt, als es Beschäftigte gibt, häufig zwischen 50 % und 75 % der Belegschaft. Die Vergabe erfolgt je nach Organisation über teaminterne Absprachen, digitale Buchungssysteme oder durch die spontane Auswahl eines freien Platzes vor Arbeitsbeginn. Der hierfür benötigte Zeitaufwand bleibt nach Untersuchungen meist gering und liegt bei wenigen Minuten pro Tag. Zur Sicherstellung der Nutzbarkeit wird Desksharing oft von verbindlichen Regelungen begleitet, insbesondere zur Ordnung und Übergabefähigkeit des Arbeitsplatzes (Clean-Desk-Policy).
Beim Bürokonzept Activity Based Working wird Desksharing angewendet.

## Arbeitsortwahl
Arbeitsorte können entweder durch Sichtkontrolle ausgewählt werden oder durch Buchung. Sichtkontrolle setzt eine Einsicht in die betreffenden Räume, beispielsweise durch Glaswände, voraus. Buchungen können entweder mittels Buchungssystem vorgenommen werden oder über eine dafür verantwortliche Person, die die Buchung wie in einem Hotel vornimmt. Dieses Buchungsprinzip nennt sich „Hotelling“, die dafür zuständige Person „Floormanager“ („Etagenmanager“). Die räumliche Umgebung unterscheidet sich daher von klassischen Zellen- oder Großraumkonzepten. Desksharing erfordert daher eine Büroformenmischung oder einen „Business-Club“.

## Produktivität
Laut einer Studie des Fraunhofer-IAO aus dem Jahr 2017 ist die Arbeitsproduktivität im Durchschnitt unabhängig vom Desksharing. Vielmehr korreliert sie mit der „Autonomie“, d. h. dem individuellen Einfluss auf Arbeitszeit, Arbeitsort und Arbeitsweise.

## Gesundheit
Eine Befragung der Deutschen Gesetzlichen Unfallversicherung (DGUV) unter fast 2.000 Beschäftigten zeigte, dass ein Mangel an individuell einstellbaren Arbeitsmitteln und fehlende persönliche Rückzugsräume mit einer erhöhten psychischen Belastung verbunden sind. Häufig wechselnde Arbeitsplätze können zudem zu physischen Beschwerden verursachen, wenn ergonomische Einstellungen nicht angepasst werden.

## Bewertung des Desksharing
Vorteile für den Arbeitgeber:
- Einsparungen realisierbar bei:
  - Raumkosten,
  - Büroausstattungskosten,
  - Energiekosten (bis zu einem Drittel der Kosten reduzierbar),
- Verbesserung der internen Kommunikation,
- signalisiert ein modernes, innovatives Arbeitsklima.

Vorteile für den Arbeitnehmer: 
- erreichte Flexibilität und daraus resultierende Einsparungen sichern Arbeitsplätze evtl. langfristig,
- Arbeitsplatz je nach aktuellem Bedarf,
- kreativer Austausch und fördert neue Perspektiven durch den regelmäßigen Sitznachbar-Wechsel

Nachteile für den Arbeitgeber: 
- weniger feste Strukturen und Routinen (Mitarbeiter sind nicht immer am gleichen Ort zu finden),
- höhere Reinigungskosten, da nach jeder Nutzung (mindestens täglich) der Arbeitsplatz für den nächsten Nutzer zu reinigen ist.

Nachteile für den Arbeitnehmer: 
- Stress (bei unzureichender Regelung),
- evtl. geringere soziale Eingebundenheit/Verbindlichkeit,
- Arbeitsmittel (Aktenordner, Unterlagen) sind nicht immer verfügbar bzw. müssen mit transportiert werden,
- Konzentration nicht immer gleich hoch.

### Nutzen
Der Nutzen für die Arbeitgeber liegt in der Flächeneinsparung und reduzierten Miet-, Investitions- und Folgekosten. Flächeneinsparungen zwischen 10 % und 20 % sind keine Seltenheit. Der Nutzen für die Arbeitnehmer liegt in der freien Arbeitsortwahl. Wird ein geschlossener Raum etwa für Besprechungen oder als Rückzugsbereich für konzentriertes Arbeiten benötigt, kann dieser gebucht oder belegt werden; für die Teamarbeit steht ein offener Arbeitsplatz zur Verfügung. Der größte Nutzen liegt bei der allgemeinen Vorbereitung auf Desksharing. Hat ein Mitarbeiter seine Arbeitsorganisation auf Desksharing umgestellt, kann er mobil arbeiten. Der Ort der Arbeit ist dann nicht mehr an das Unternehmen gebunden und spielt höchstens noch aus Sicherheitsgründen eine Rolle. Mobiles Arbeiten schafft zwar enorme Freiheitsgrade, setzt aber auch eine sehr gute persönliche Arbeitsorganisation und Vertrauen der Führungskraft voraus. Eine Kombination mit Telearbeit eignet sich gut, ist aber keine Voraussetzung.
Wichtige Nutzer von Desksharing sind beispielsweise IT-Unternehmen, wie Sun Microsystems oder Versicherungen und Beratungsunternehmen. Es können auch nur Teile innerhalb eines Unternehmens, wie beispielsweise bei der Deutschen Bank oder HP, auf Desksharing umstellen.

### Kritik
Als Kritikpunkte werden der Verlust des „eigenen“ Arbeitsplatzes, eine geringe Verbundenheit mit der Arbeitsumgebung (Dekoration des Arbeitsplatzes mit persönlichen Gegenständen), IT-dominierte Arbeitsprozesse und Umstellungsschwierigkeiten genannt. Kunden, Besucher oder auch Mitarbeiter anderer Abteilungen haben keine feste Anlaufstelle. 
Unternehmen, die Desksharing erfolgreich eingeführt haben, lassen Personalisierungen und Freiheitsgrade, die Mitarbeiter an ihrem Arbeitsplatz hatten, an anderer Stelle, wie beispielsweise in einer gemeinschaftlichen Lounge oder auf dem Bildschirm zu. Weitere Kompensationsmaßnahmen, wie ein attraktives Arbeitsumfeld, Sitz-Steh-Arbeitsplätze und Ähnliches können die Umstellung unterstützen.
Der reine Desksharing-Ansatz, um die Miete oder Betriebskosten eines Büros zu senken, greift in der Regel zu kurz. Ein Büro ist mehr als die Summe der Arbeitsplätze mit Schreibtisch (Desk). Das Büro der Zukunft muss vielfältig sein und für jeden Prozessschritt der Arbeit ein attraktives Angebot machen. Es muss sich gegenüber den Heimarbeitsplätzen behaupten. Die Kernfrage bleibt: Warum sollten Menschen in Büros arbeiten, wenn sie dies in der Regel auch günstiger und bequemer von zu Hause aus könnten. Daher müssen nicht nur Schreibtische geteilt, sondern auch gemeinsame Bewegungs-, Pausen-, Kreativ-, Kommunikations-, Konzentrations- und Rückzugsräume angeboten werden. Das singuläre Desksharing wird nur von Callcentern verfolgt oder Dienstleistern, die ihre Personalressourcen nur kurzfristig benötigen bzw. nur auf kurzfristigen Erfolg aus sind, weil ein Projekt beispielsweise zu einem definierten Zeitpunkt beendet sein soll.